# 1990
1990 (MCMXC) byl rok, který dle gregoriánského kalendáře započal pondělím.

## Události

### Československo
- 1. ledna
  - Město Zlín se vrátilo ke svému původnímu jménu (v období let 1949–1989 oficiálně neslo název Gottwaldov).
  - Prezident Václav Havel vyhlásil všeobecnou amnestii.
- 1. února – Na rozkaz ministra vnitra Richarda Sachera byla zrušena Státní bezpečnost.
- 7. února – Byla zrušena Národní fronta, sdružení politických stran a organizací
- 2.–6. února – Tändzin Gjamccho, 14. dalajláma, poprvé navštívil Československo.
- 17. února – V Brně se konal ustavující sjezd Strany zelených.
- 28. února – Byl založen Liberální institut.
- 6. března – Česká národní rada schválila ústavní zákon o změně názvu České socialistické republiky na Českou republiku.
- 11. března – Začal se vysílat rozhlasový pořad Hovory z Lán.[1]
- 15. března – Začala dvoutýdenní vzpoura vězňů ve slovenské věznici Leopoldov, při které zahynul člověk a 40 lidí bylo zraněno.
- 21. března – Začala vysílat první komerční rozhlasová stanice Evropa 2.
- 29. března – Československá socialistická republika se transformovala v ČSFR.
- 31. března – Došlo k transformaci KSČ na KSČM.
- 21.–24. dubna – Československo poprvé v celé jeho historii navštívil papež Jan Pavel II. (jako kardinál Karol Wojtyla byl na pohřbu Štěpána kardinála Trochty v Litoměřicích již v roce 1974)
- 22. dubna – V České republice se slavil první Den Země.
- 23. dubna – Československá federativní republika se transformovala na Českou a Slovenskou Federativní Republiku; tím skončila pomlčková válka, i když název státu odporoval spisovné češtině.
- 28. dubna – Jako náhrada za volno ve Velikonoční pondělí proběhla poslední pracovní sobota.
- 2. května – Federální shromáždění schválilo zrušení trestu smrti.
- 7. května – Bylo obnoveno politické hnutí Klub angažovaných nestraníků.
- 10. května – Katolická teologická fakulta a Cyrilometodějská bohoslovecká fakulta byly začleněny do UK.
- 12. května – V Obecní domě v Praze byl zahájen festival Pražské jaro. Česká filharmonie pod vedením Rafaela Kubelíka uvedla symfonii Má vlast.
- 14. května – Československá televize zahájila vysílání kanálu OK3 a hlavní zpravodajskou relaci Televizní noviny přejmenovala na Deník ČST.
- 2. června – Na Staroměstském náměstí v Praze vybuchla amatérsky vyrobená bomba a zranila 18 lidí.
- 8.–9. června – První svobodné parlamentní volby po listopadu 1989: do Sněmovny lidu Federálního shromáždění, Sněmovny národů Federálního shromáždění a České národní rady
- 27. června – Byla jmenována federální vláda Mariána Čalfy (druhá vláda Mariána Čalfy).
- 29. června – Byla jmenována česká druhá vláda Petra Pitharta.
- 5. července
  - Václav Havel byl zvolen československým prezidentem.
  - Poprvé byl slaven státní svátek Den slovanských věrozvěstů Cyrila a Metoděje.
- 9. července
  - V rámci cenové liberalizace došlo k nárůstu maloobchodních cen potravin, když 24. května československá vláda rozhodla o odstranění záporné daně z obratu.
  - K trestu odnětí svobody na čtyři roky byl odsouzen komunistický politik Miroslav Štěpán za zneužití pravomoci veřejného činitele.
- 19. července – Došlo k nárůstu cen benzínu.
- 2. srpna – Na Hostivařské přehradě byla odpálena bomba, která lehce zranila několik lidí.
- 18. srpna – Na pražském strahovském stadiónu vystoupila skupina The Rolling Stones pro asi 100 000 diváků.
- 25. srpna – Při železniční nehodě u Spálova na Semilsku zemřelo 14 osob.
- 13. září – Na návštěvu Československa přijel francouzský prezident François Mitterrand.
- 20. září – Československo se stalo členem Mezinárodního měnového fondu a Mezinárodní banky pro obnovu a rozvoj v rámci Světové banky.
- 13. října – Václav Klaus byl zvolen předsedou Občanského fóra.
- 18. října – Při výbuchu metanu na dole Barbora v Karviné zemřelo 30 horníků a 9 jich bylo zraněno.
- 25. října – Federální shromáždění schválilo zákon o Malé privatizaci, která umožnila provozování maloobchodu a služeb nestátním subjektům.
- 15. listopadu – Byla vyhlášena Chráněná krajinná oblast Litovelské Pomoraví.
- 16. listopadu – Federální shromáždění schválilo zákon o navrácení majetku Komunistické strany Československa.
- 17. listopadu – Na oslavy 1. výročí Sametové revoluce přijel do Československa americký prezident George Bush. Byla to první návštěva hlavy USA v historii Československa.
- 23.–24. listopadu – Proběhly volby do zastupitelstev obcí.
- Vzniklo Ministerstvo životního prostředí.
- Vyhlášena Národní přírodní rezervace Lichnice – Kaňkovy hory.

### Svět
- 21. února – Václav Havel jako první politik z východní Evropy přednesl projev v Kongresu USA.
- 26. února – Václav Havel s Michailem Gorbačovem v Moskvě dohodli odsun sovětských vojsk z Československa do 30. června 1991. Smlouvu podepsali ministři zahraničí Jiří Dientsbier a Eduard Ševardnadze.
- 11. března – Litva vyhlásila nezávislost.
- 11. března – Ayrton Senna zvítězil v Grand Prix USA.
- 15. března – Michail Gorbačov byl zvolen prezidentem SSSR.
- 21. března – Namibie vyhlásila nezávislost.
- 24. března – Islam Karimov se stal prezidentem Uzbekistánu.
- 31. března – Nepokoje proti dani z hlavy ve Spojeném království
- 4. května – Lotyšsko vyhlásilo nezávislost na SSSR.
- 8. května – Estonsko vyhlásilo nezávislost na SSSR.
- 18. května – Francouzský rychlovlak TGV vytvořil na trati Paříž—Tours světový rychlostní rekord 515,3 km/h.
- 22. května – Sjednocení Jemenu.
- 22. května Výrobce softwaru Microsoft vydal operační systém Windows 3.0.
- 31. května – V Německé demokratické republice byl Karl-Marx Stadt (v Česku známý jako Saská Kamenice) přejmenován na svůj původní název, Chemnitz.
- 1. června – George Bush a Michail Gorbačov ve Washingtonu podepsali smlouvu o ukončení výroby chemických zbraní a likvidaci jejich zásob.
- 27. června – Bělorusko vyhlásilo nezávislost.
- 1. července – Společnou měnou pro NDR a NSR se stala západoněmecká marka (DM).
- 16. července – Filipíny postihlo zemětřesení o síle 7,7 stupně Richterovy stupnice; vyžádalo si přes 1600 životů.
- 2. srpna – Irák napadl Kuvajt a zahájil válku v Perském zálivu.
- 10. září – George Bush a Michail Gorbačov jednali v Helsinkách o irácké invazi do Kuvajtu.
- 3. října – Došlo ke znovusjednocení Německa.
- 13. října – Po 15 letech byla ukončena Libanonská občanská válka.
- 27. října – Saparmurad Nijazov se stal prezidentem Turkmenistánu.
- 14. listopadu – Gruzie vyhlásila nezávislost na Sovětském svazu.
- 28. listopadu – Ministerská předsedkyně Spojeného království Margaret Thatcherová rezignovala a do funkce nastoupil John Major.
- 9. prosince – Lech Wałęsa vyhrál prezidentské volby a stal se prvním demokraticky zvoleným polským prezidentem.
- 23. prosince – Referendum o nezávislosti a samostatnosti Slovinska schválilo možnost oddělení Slovinska od Jugoslávie.
- Došlo ke třem devalvacím uměle nadhodnocené koruny o více než 86 % až na 28 Kč/USD.

## Vědy a umění
- 24. ledna – Hiten – průlet kolem družice Měsíce.
- 25. dubna – Na oběžnou dráhu kolem Země byl dopraven Hubbleův vesmírný dalekohled.
- 10. srpna – Americká sonda Magellan se dostala na oběžnou dráhu kolem planety Venuše a zahájila detailní radarové mapování.
- 6. října – Sonda Ulysses – průlet kolem Jupiteru a družice Slunce na polární dráze.
- 13. října – nad územím Československa a Polska proletěl atmosférou Země meteoroid a opět se vrátil do kosmického prostoru.
- 8. listopad – Šest stupňů odloučení (6 Degrees of Separation) má premiéru ve Vivian Beaumont Theatre v New Yorku (496 představení)
- Konec ARPANETu – viz Internet.
- Guido van Rossum navrhl programovací jazyk Python.
- Navržen jazyk HTML.
- Zanikla německá literární skupina Gruppe 47.

## Nobelova cena
- Nobelova cena za fyziku – Jerome Isaac Friedman, Henry Way Kendall, Richard Edward Taylor
- Nobelova cena za chemii – Elias James Corey
- Nobelova cena za fyziologii a lékařství – Joseph Murray, E. Donnall Thomas
- Nobelova cena za literaturu – Octavio Paz
- Nobelova cena za mír – Michail Gorbačov
- Nobelova pamětní cena za ekonomii – Harry Markowitz, Merton Miller, William Forsyth Sharpe

## Narození

### Česko
- 2. ledna – Karel Abraham, motocyklový závodník
- 5. ledna – Jiří Král, youtuber
- 17. ledna
  - Kateřina Bartoňová, basketbalistka
  - Kateřina Minařík Kudějová, vodní slalomářka a kajakářka
- 31. ledna – Eliška Křenková, herečka
- 3. února – Eva Podzimková, herečka
- 11. února – Gabriela Kratochvílová, modelka, Česká Miss 2013, moderátorka
- 8. března – Petra Kvitová, tenistka, vítězka Wimbledonu 2011
- 16. březen – Lukáš Koranda, zpěvák, skladatel, textař a zvukař
- 24. března – Milan Peroutka, herec, zpěvák a moderátor
- 30. března – Michal Březina, krasobruslař
- 17. dubna – Lukáš Mareček, fotbalista
- 19. dubna – Dominik Furch, hokejista
- 24. dubna – Jan Veselý, basketbalista
- 22. května – Jakub Štáfek, herec, scenárista
- 30. května – Daniela Kotrbová, sportovní lezkyně
- 31. května – Sergei Barracuda, rapper
- 3. června – Pavel Francouz, lední hokejový brankář
- 5. června – Radko Gudas, lední hokejista
- 13. června – Jakub Zedníček, herec a moderátor († 1. ledna 2018)
- 2. července – Zorka Hejdová, televizní a rozhlasová moderátorka
- 20. července – Jitka Landová, biatlonistka
- 21. července – Jan Buchtele, lední hokejista
- 25. července – Pokáč, písničkář a textař
- 29. července – Jan Rutta, lední hokejista
- 18. srpna – Nikola Ogrodníková, oštěpařka
- 8. září – Michal Kempný, lední hokejista
- 18. září – Tomáš Vošlajer, basketbalista
- 10. října – Jakub Vadlejch, oštěpař
- 11. října – Martin Tokoš, florbalista
- 16. října – Jiří Burýšek novinář, youtuber a autor webu Bez faulu
- 1. listopadu – Šárka Pančochová, snowboardistka
- 6. listopadu – Kristýna Ječmenová, modelka
- 7. listopadu – Barbora Hermannová, plážová volejbalistka
- 9. listopadu – Hana Lipovská, ekonomka
- 15. listopadu – Lukáš Krpálek, judista
- 10. prosince – Tereza Chlebovská, modelka, Česká Miss 2012

### Svět

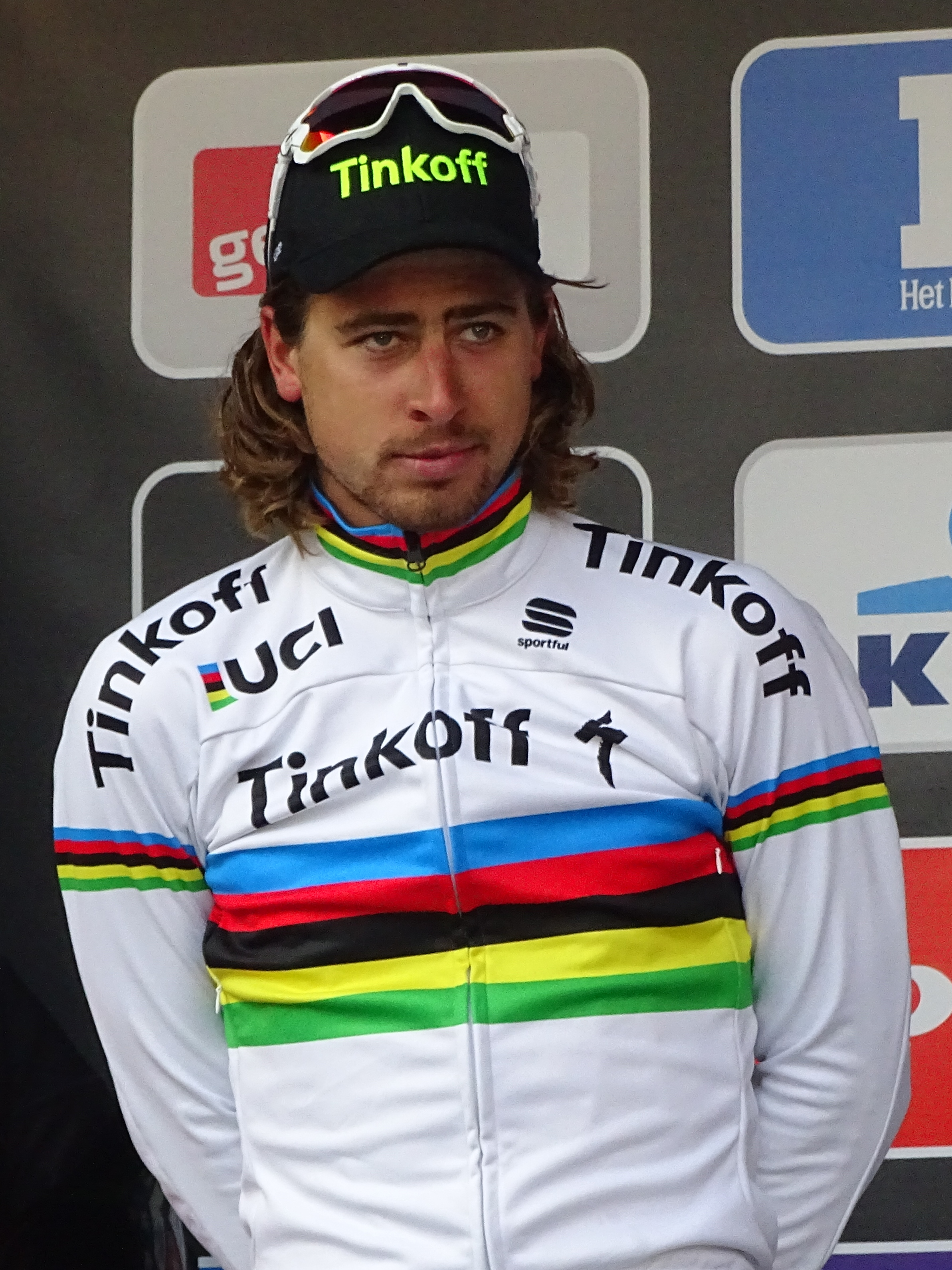
Peter Sagan (* 26. ledna)

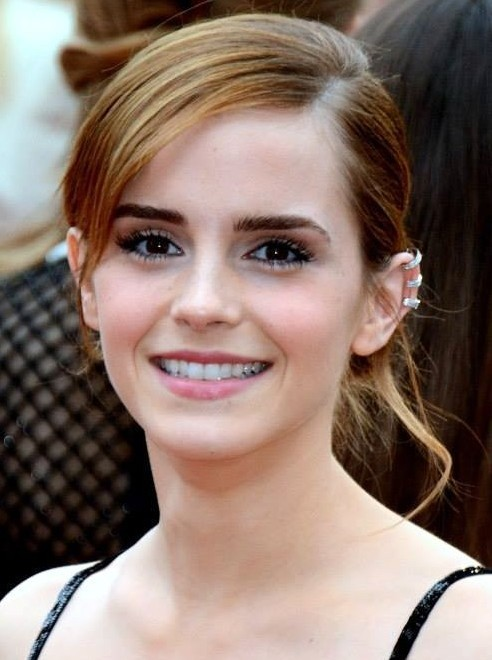
Emma Watsonová (* 15. dubna)

- 1. ledna – Andrej Chalimon, ruský herec
- 4. ledna – Toni Kroos, německý fotbalista
- 12. ledna – John Smith, jihoafrický veslař
- 13. ledna – Liam Hemsworth, australský herec
- 14. ledna
  - Lelisa Desisa, etiopský maratonec
  - Áron Szilágyi, maďarský sportovní šermíř
- 20. ledna – Adama Sawadogo, fotbalový brankář a reprezentant Burkiny Faso
- 22. ledna – Alizé Cornetová, francouzská tenistka
- 26. ledna – Peter Sagan, slovenský cyklista
- 27. ledna – Nicholas Bett, keňský atlet, mistr světa v běhu na 400 metrů překážek († 8. srpna 2018)
- 29. ledna – Daisuke Suzuki, japonský fotbalista
- 1. února
  - Laura Marling, britská zpěvačka
  - Matevž Vukotič, slovinský horský vůdce
- 2. února – Sergej Abdrachmanov, ruský sportovní lezec
- 3. února – Aleksandar Tonev, bulharský fotbalista
- 4. února
  - Nairo Quintana, kolumbijský silniční cyklista
  - Katerina Stefanidiová, řecká skokanka o tyči
- 8. února
  - Bethany Hamilton, americká surfařka
  - Emily Scarrattová, anglická ragbistka
- 11. února – Pavlos Kontides, kyperský jachtař
- 14. února – Kjetil Borch, norský veslař
- 15. února – Callum Turner, anglický herec a model
- 16. února – The Weeknd, kanadský zpěvák
- 26. února – AJ MacGinty, americký ragbista
- 27. února – Anna Fedorova, ukrajinská klavíristka
- 1. března – Čang Nan, čínský badmintonista
- 6. března – Derek Drouin, kanadský výškař
- 12. března – Milena Raičevićová, černohorská házenkářka
- 14. března – Jonathan Kuck, americký rychlobruslař
- 15. března – Lauren Barfield, americká volejbalistka
- 23. března – Robert Johansson, norský skokan na lyžích
- 24. března – Benedikt Doll, německý biatlonista
- 26. března
  - Sarah Menezesová, brazilská judistka
  - Uini Atonio, francouzský ragbista
- 28. března
  - Dimitry Imbongo, francouzský fotbalista
  - Mona Brorssonová, švédská biatlonistka
- 2. dubna
  - Jevgenija Kanajevová, ruská gymnastka
  - Marek Čiliak, slovenský hokejový brankář
- 3. dubna
  - Madison Brengleová, americká tenistka
  - Dorothea Wiererová, italská biatlonistka
- 7. dubna – Bundee Aki, irský ragbista
- 9. dubna – Kristen Stewartová, americká herečka
- 15. dubna – Emma Watsonová, anglická herečka
- 23. dubna
  - Þórarinn Ingi Valdimarsson, islandský fotbalista
  - Dev Patel, anglický herec
- 29. dubna – Nadine Broersenová nizozemská atletka
- 2. května – Paul George, americký basketbalista
- 6. května – José Altuve, venezuelský basebalista
- 15. května – Stella Maxwell, anglická modelka
- 16. května – Thomas Brodie-Sangster, anglický herec
- 17. května – Ján Kuciak, slovenský novinář († 21. února 2018)
- 21. května – Tiril Eckhoffová, norská biatlonistka
- 23. května – Kristína Kučová, slovenská tenistka
- 27. května – Chris Colfer, americký herec a spisovatel
- 29. května – Thibaut Pinot, francouzský silniční cyklista
- 1. června – Roman Josi, švýcarský lední hokejista
- 2. června – Michał Kwiatkowski, polský silniční cyklista
- 7. června – Iggy Azalea, australská raperka
- 13. června – Aaron Taylor-Johnson, anglický herec
- 14. června – Regina Todorenko, ukrajinská zpěvačka a herečka
- 15. června – Puji Lestari, indonéská sportovní lezkyně
- 16. června – John Newman, britský zpěvák
- 18. června – Christian Taylor, americký skokan do dálky
- 21. června – Sandra Perkovićová, chorvatská diskařka
- 26. června – Waisea Nayacalevu, fidžijský ragbista
- 30. června – Dušan Lajović, srbský tenista
- 2. července – Margot Robbie, australská herečka
- 5. července –  Abeba Aregawiová, švédská běžkyně na 1500 metrů
- 8. července – Kevin Trapp, německý fotbalový brankář
- 12. července – Sü Meng-tchao, čínská akrobatická lyžařka
- 14. července
  - Federica Brignoneová, italská lyžařka
  - Jan Něpomňaščij, ruský šachista
- 15. července – Olly Alexander, anglický zpěvák kapely Years & Years
- 16. července – Lidewij Weltenová, nizozemská pozemní hokejista
- 23. července – Mohamed Abdelaal, egyptský judista
- 26. července – Makazole Mapimpi, jihoafrický ragbista
- 30. července
  - Ahmed Hamoudi, egyptský fotbalista
  - Erlend Bjøntegaard, norský biatlonista
- 3. srpna – Mickael Mawem, francouzský sportovní lezec
- 4. srpna – David Lama, rakouský horolezec a sportovní lezec
- 9. srpna – Bill Skarsgård, švédský herec
- 15. srpna – Jennifer Lawrenceová, americká herečka
- 16. srpna – Magali Harveyová, kanadská ragbistka
- 18. srpna
  - Charlotte Durif, francouzská sportovní lezkyně
  - Gareth Davies, velšský ragbista
- 19. srpna – Danny Galbraith, skotský fotbalista
- 20. srpna – Lacina Traoré, fotbalový útočník z Pobřeží slonoviny
- 23. srpna – Mariama Jamankaová, německá bobistka
- 24. srpna
  - Elizabeth Debicki, australská herečka
  - Tina Trstenjaková, slovinská judistka
- 27. srpna – Tori Bowieová, americká atletka, sprinterka († 23. dubna 2023)
- 29. srpna – Patrick van Aanholt, nizozemský fotbalista
- 1. září – Federico Pellegrino, italský běžec na lyžích
- 4. září – Olha Charlanová, ukrajinská sportovní šermířka
- 7. září – Libor Hudáček, slovenský lední hokejista
- 18. září – Michael Smith, anglický profesionální šipkař, mistr světa 2023
- 19. září
  - Kieran Trippier, anglický fotbalista
  - Julija Džymová, ukrajinská biatlonistka
- 20. září – Alina Gajdamakinová, ruská sportovní lezkyně
- 25. září – Mao Asadaová, japonská krasobruslařka
- 29. září – Davádordžín Tömörchüleg, mongolský zápasník
- 1. října – Gautier Supper, francouzský sportovní lezec
- 4. října – Nela Pocisková, slovenská herečka a zpěvačka
- 6. října – Roman Vlasov, ruský zápasník
- 16. října – Sam Bennett, irský silniční cyklista
- 19. října – Emma Coburnová, běžkyně na 3000 metrů s překážkami
- 20. října
  - Jamie George, anglický ragbista
  - Čchi Kuang-pchu, čínský akrobatický lyžař
- 21. října
  - Maxime Vachier-Lagrave, francouzský šachista
  - Ricky Rubio, španělský basketbalista
- 9. listopadu – Romain Bardet, francouzský silniční cyklista
- 10. listopadu – Vanessa Ferrariová, italská sportovní gymnastka
- 11. listopadu – Tom Dumoulin, nizozemský silniční cyklista
- 15. listopadu – Lonneke Slöetjes, nizozemská volejbalistka
- 24. listopadu – Tom Odell, anglický zpěvák a skladatel
- 26. listopadu – Rita Ora, anglická zpěvačka, textařka a herečka
- 27. listopadu
  - Blackbear, americký hudebník, zpěvák, skladatel a hudební producent
  - Franco Mostert, jihoafrický ragbista
- 4. prosince – Gustav Bergman, švédský orientační běžec
- 7. prosince
  - Alexandr Meňkov, ruský skokan do dálky
  - Marte Olsbuová Røiselandová, norská biatlonistka
- 10. prosince – Šója Tomizawa, japonský motocyklový závodník († 5. září 2010)
- 12. prosince
  - Jernej Kruder, slovinský sportovní lezec
  - Victor Moses, nigerijský fotbalista
- 15. prosince – Juliane Wurmová, německá sportovní lezkyně
- 24. prosince – Brigetta Barrettová, americká výškařka
- 26. prosince
  - Andy Biersack, americký zpěvák, pianista a frontman skupiny Black Veil Brides
  - Telusa Veainu, tonžský ragbista
- 27. prosince
  - Juvhel Fred Tsoumou, konžský fotbalista
  - Milos Raonic, kanadský tenista
- 31. prosince – Jakob Schubert, rakouský sportovní lezec
- ? – La-mu Žen-čching, čínská sportovní lezkyně

## Úmrtí

### Česko
- 1. ledna
  - Jan Svoboda, fotograf (* 27. července 1934)

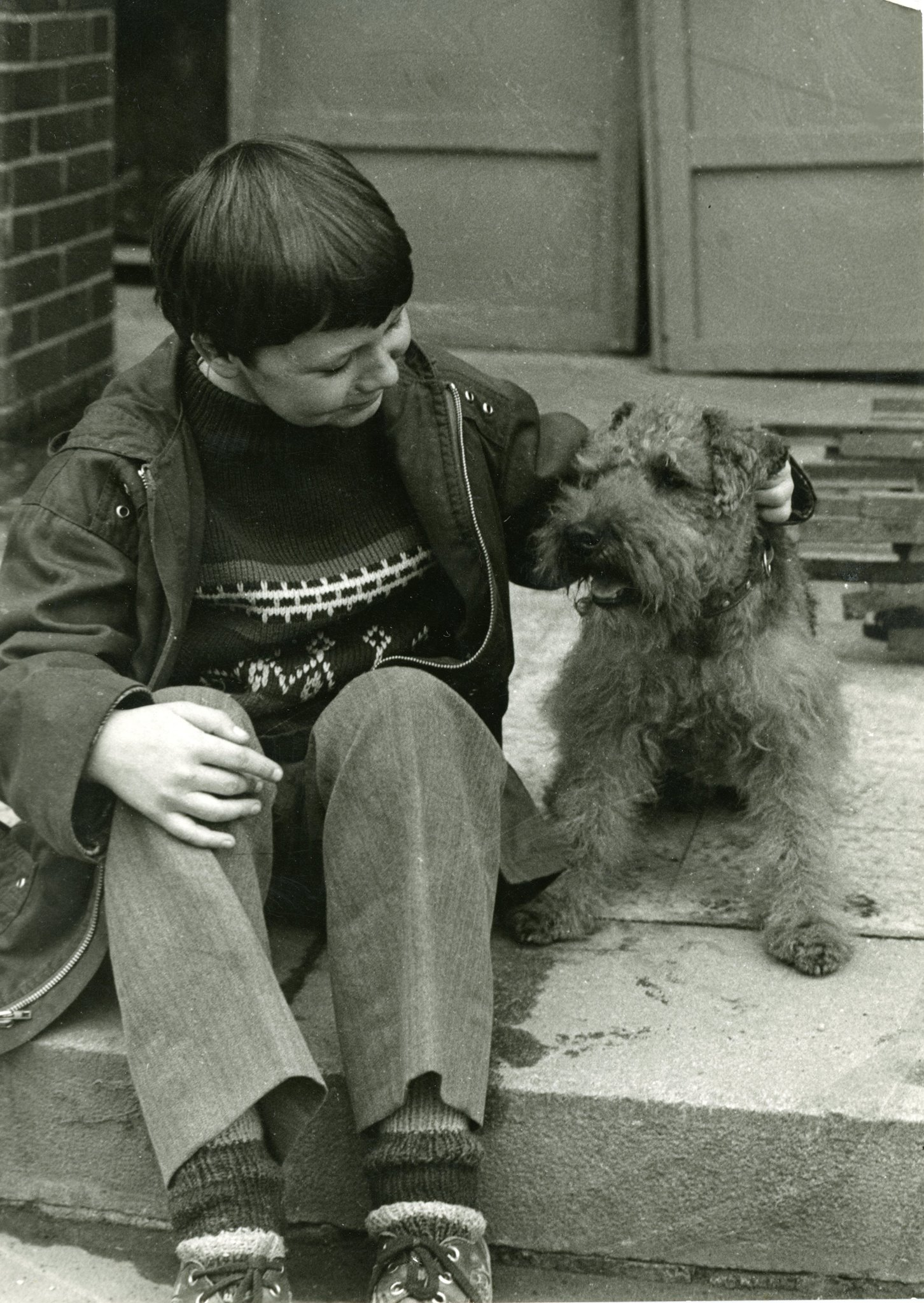
Tomáš Holý († 8. března)

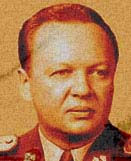
Alexej Čepička († 30. září)

  - Antonín Kalina, nositel titulu Spravedlivý mezi národy (* 17. února 1902)
- 5. ledna – Jaroslav Rössler, avantgardní fotograf (* 25. května 1902)
- 14. ledna – Bohumil Konečný, malíř a ilustrátor (* 19. dubna 1918)
- 15. ledna – František Douda, první československý světový rekordman v atletice (vrh koulí) (* 23. října 1908)
- 18. ledna – Leopold Hofman, odbojář, komunistický politik, disident (* 15. listopadu 1913)
- 20. ledna – Miloslav Ištvan, hudební skladatel (* 2. září 1928)
- 30. ledna – Miloš Axman, sochař (* 20. listopadu 1926)
- 31. ledna – Amedeo Molnár, teolog, vysokoškolský pedagog a historik (* 23. ledna 1923)
- 14. února – Luděk Čajka, hokejista (* 3. listopadu 1964)
- 17. února – Gustav Křivinka, hudební skladatel (* 24. dubna 1928)
- 3. března – Jindřich Mahelka, malíř (* 15. července 1919)
- 6. března – Václav Bára, fotbalový reprezentant (* 15. června 1908)
- 8. března – Tomáš Holý, herec (* 17. března 1968)
- 22. března – Adolf Klimek, politik, účastník odboje, emigrant (* 17. června 1895)
- 27. března
  - Václav Bubník, hokejový reprezentant (* 1. ledna 1926)
  - František Kopečný, bohemista a slavista (* 4. října 1909)
- 1. dubna – K. M. Walló, režisér, scenárista a spisovatel (* 27. června 1914)
- 29. dubna – Jaromír Wolf, horolezec, expediční lékař, skaut (* 24. března 1919)
- 30. dubna – Josef Velek, novinář a publicista (* 30. listopadu 1939)
- 1. května
  - Donát Šajner, spisovatel (* 24. ledna 1914)
  - Jindřich Maudr, zápasník, stříbro na OH 1928 (* 10. ledna 1906)
- 3. května – Věra Řepková, klavíristka (* 21. července 1910)
- 5. května – Jaroslav Raimund Vávra, spisovatel a cestovatel (* 8. března 1902)
- 6. května – Jana Petrů, zpěvačka (* 14. července 1938)
- 13. května – František Hudeček, grafik, ilustrátor a malíř (* 7. dubna 1909)
- 23. května – Antonín Kapek, komunistický politik a funkcionář (* 6. června 1922)
- 29. května – Jaromír Brož, experimentální fyzik a pedagog (* 2. března 1908)
- 31. května – Vladimír Salač, herec a zpěvák (* 17. července 1924)
- 11. června – Oldřich Nejedlý, fotbalový reprezentant (* 26. prosince 1909)
- 12. června – Jaroslav Čermák, architekt (* 12. května 1901)
- 19. června
  - Jaroslav Francl, hudební skladatel a pedagog (* 28. února 1906)
  - Jindřich Chalupecký, výtvarný a literární teoretik a kritik, historik umění, překladatel (* 12. února 1910)
- 18. července – Štefan Čambal, fotbalový reprezentant (* 17. prosince 1908)
- 21. července – Vilém Přibyl, operní pěvec (* 10. dubna 1925)
- 23. července – Stanislav Augusta, básník, regionální spisovatel (* 2. listopadu 1915)
- 2. srpna – Alois Indra, komunistický politik, ministr vlád ČSSR (* 17. března 1921)
- 3. srpna – Alžběta Frejková, herečka (* 3. října 1907)
- 5. srpna – Ivan Blatný, básník (* 21. prosince 1919)
- 15. srpna – Stanislav Titzl, hudební publicista a jazzový hudebník (* 9. února 1929)
- 18. srpna – Josef Zvěřina, katolický teolog (* 3. května 1913)
- 29. srpna
  - Hana Wichterlová, sochařka (* 2. března 1903)
  - Zdeněk Adla, spisovatel (* 1. června 1910)
- 2. září
  - Leopold Korbař, swingový klavírista a skladatel (* 7. června 1917)
  - Richard Strejka, herec (* 13. prosince 1908)
- 5. září – Ludmila Jankovcová, politička, ministryně, chartistka (* 8. srpna 1897)
- 6. září – Bedřich Švestka, lékař a politik, rektor Univerzity Karlovy (* 16. ledna 1912)
- 8. září – Antonín Závodný, skladatel lidové hudby (* 2. března 1922)
- 23. září
  - Milan Šimečka, filosof a literární kritik (* 7. dubna 1930)
  - František Hanták, hobojista a hudební pedagog (* 19. června 1910)
- 27. září – Jan Žalman, filmový kritik a teoretik (* 14. dubna 1911)
- 30. září – Alexej Čepička, politik (* 18. srpna 1910)
- 2. října – Peter Herman Adler, dirigent a skladatel narozený v Čechách (* 2. prosince 1899)
- 5. října – Josef Trousílek, hokejový reprezentant (* 16. března 1918)
- 8. října – Milan Bubák, malíř a grafik (* 20. července 1924)
- 22. října – Kamil Lhoták, malíř (* 25. července 1912)
- 27. října – Vladimír Klusák, klavírista a hudební skladatel (* 27. července 1916)
- 2. listopadu – Josef Treuchel, malíř (* 6. října 1925)
- 4. listopadu – Zdeněk Ornest, herec (* 10. ledna 1929)
- 18. listopadu – Jiří Kabát, kněz a politický vězeň (* 28. října 1923)
- 22. listopadu – Jiří Šašek, disident, signatář Charty 77 (* 3. září 1938)
- 24. listopadu – Desider Galský, spisovatel a publicista (* 25. března 1921)
- 28. listopadu – Božena Dobešová, sportovní gymnastka, stříbrná medaile LOH 1936 (* 2. října 1914)
- 3. prosince – Cyril Chramosta, malíř, grafik a stavitel (* 6. března 1908)
- 5. prosince – Josef Jedlička, prozaik a esejista (* 16. března 1927)
- 6. prosince – Ivo Fischer, básník, spisovatel a překladatel (* 23. srpna 1924)
- 27. prosince – Milan Pásek, režisér, herec a pedagog (* 29. května 1920)
- 28. prosince – Sláva Štochl, fotograf (* 12. ledna 1913)
- ? – Evžen Peřina, spisovatel, pedagog a překladatel knih ze slovenštiny (* 20. října 1916)
- ? – Emanuel Tilsch, překladatel (* 6. ledna 1906)

### Svět

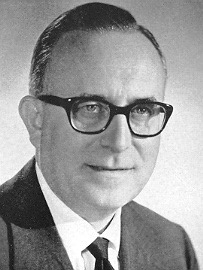
Mariano Rumor († 22. ledna)

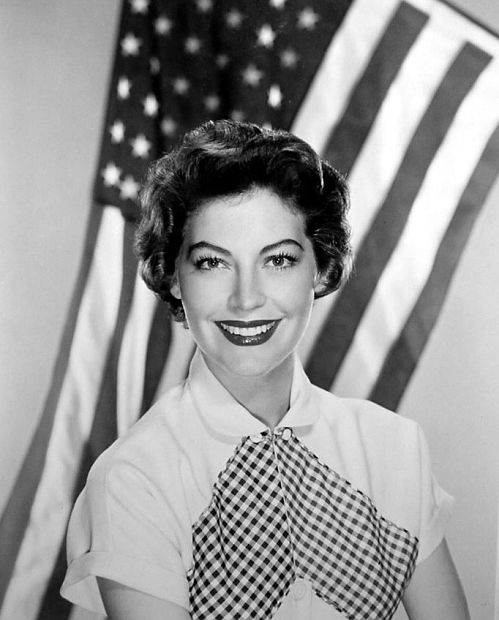
Ava Gardner († 25. ledna)

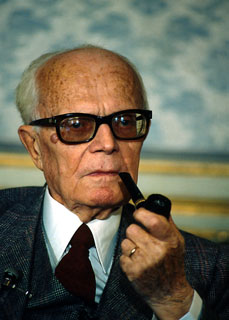
Sandro Pertini († 24. únor)

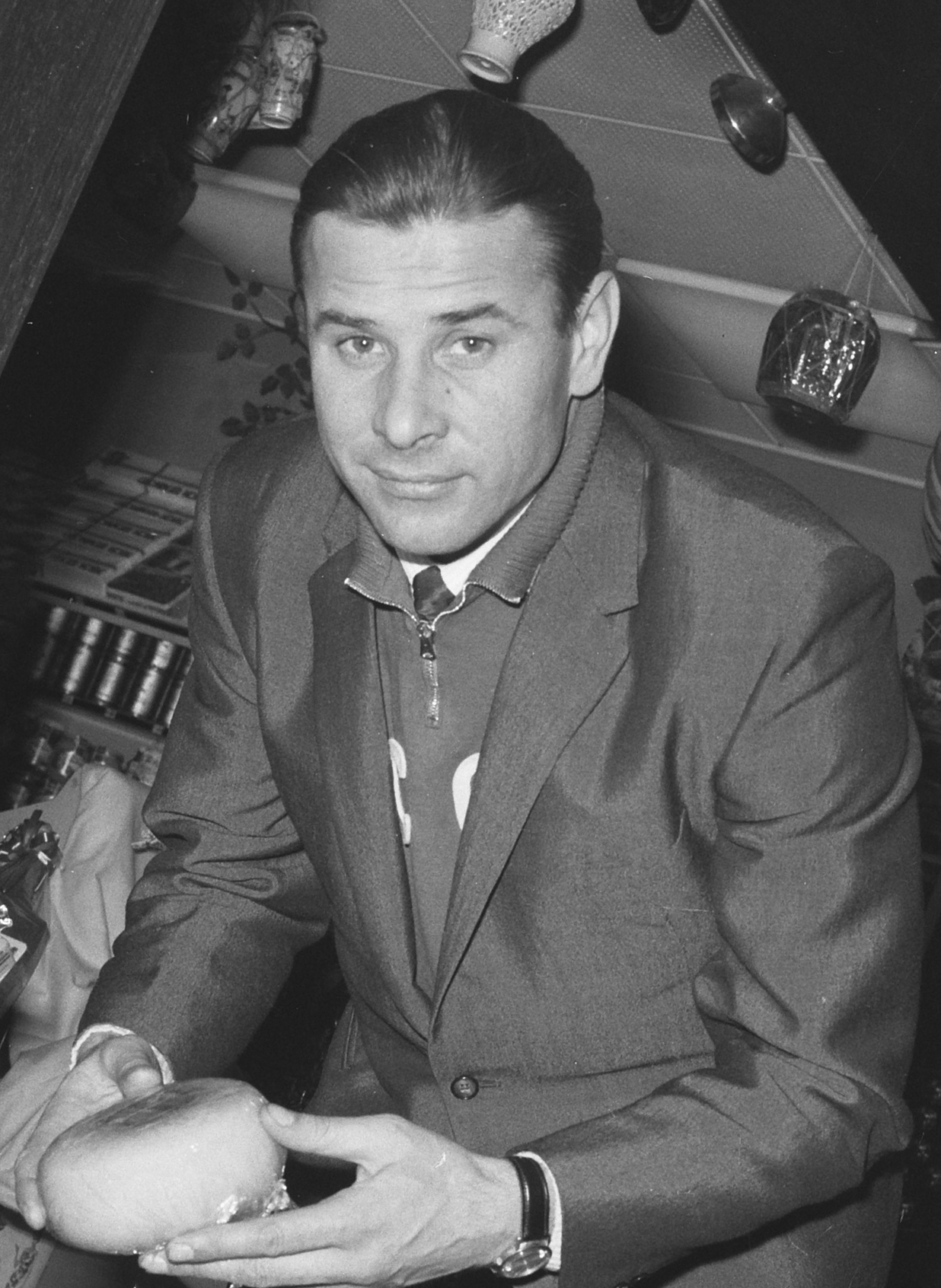
Lev Jašin († 20. března)

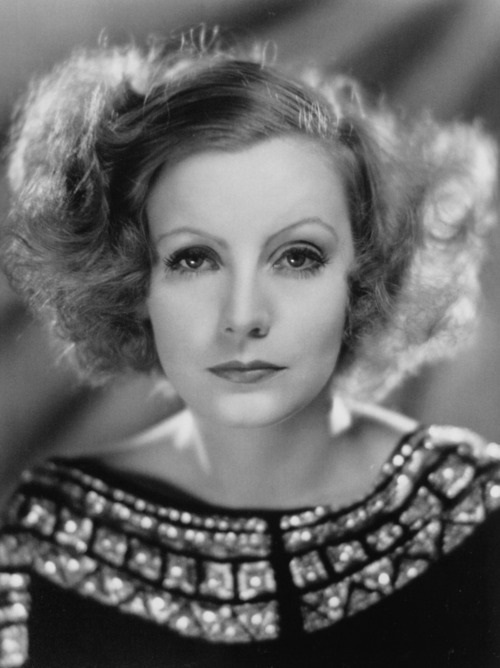
Greta Garbo († 15. dubna)

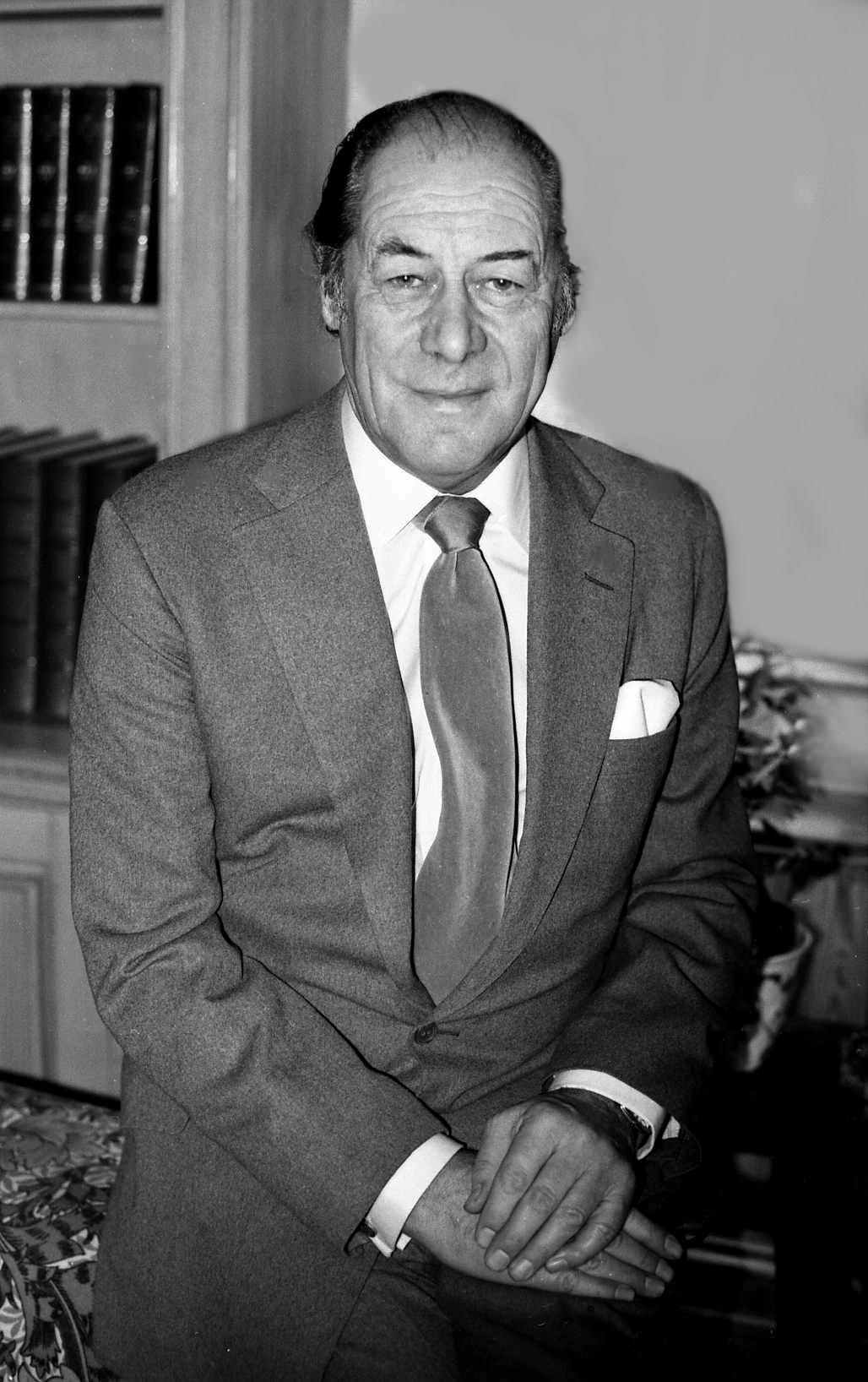
Rex Harrison († 2. června)

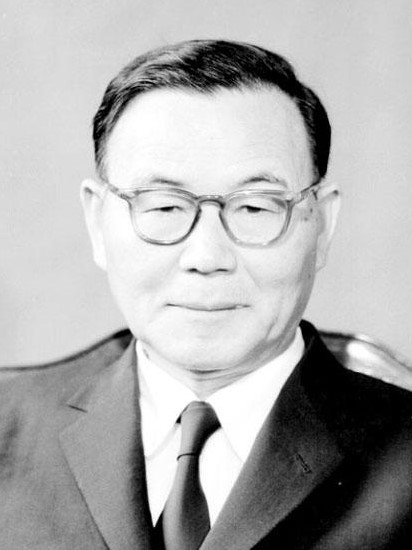
Jon Po-son († 18. červenec)

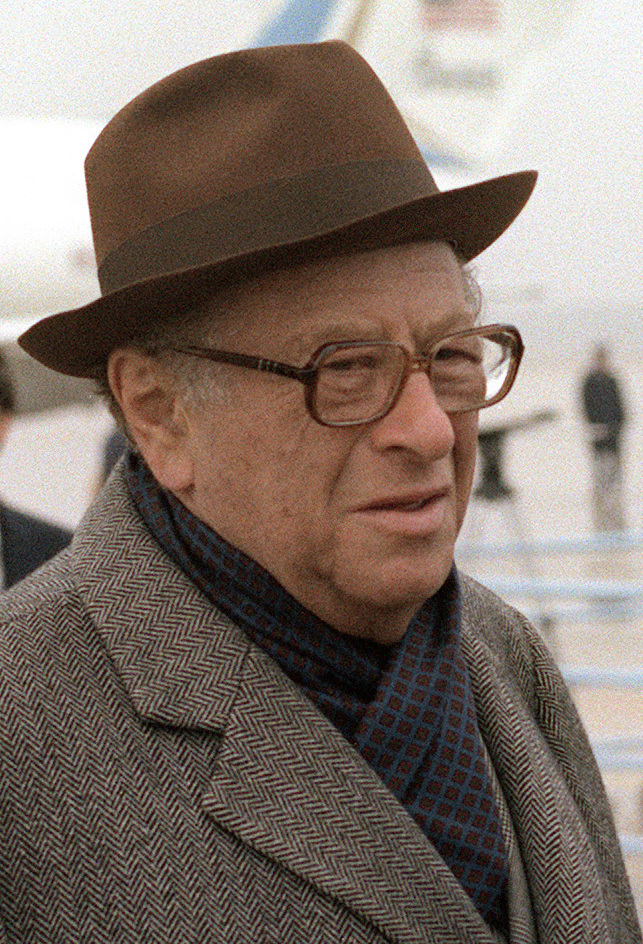
Bruno Kreisky († 29. července)

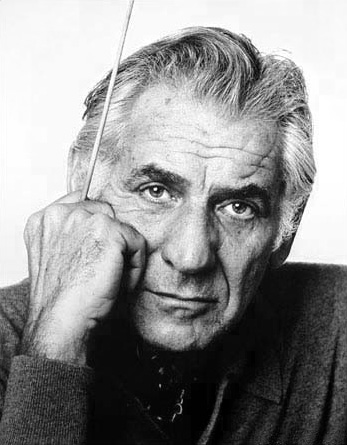
Leonard Bernstein († 14. října)

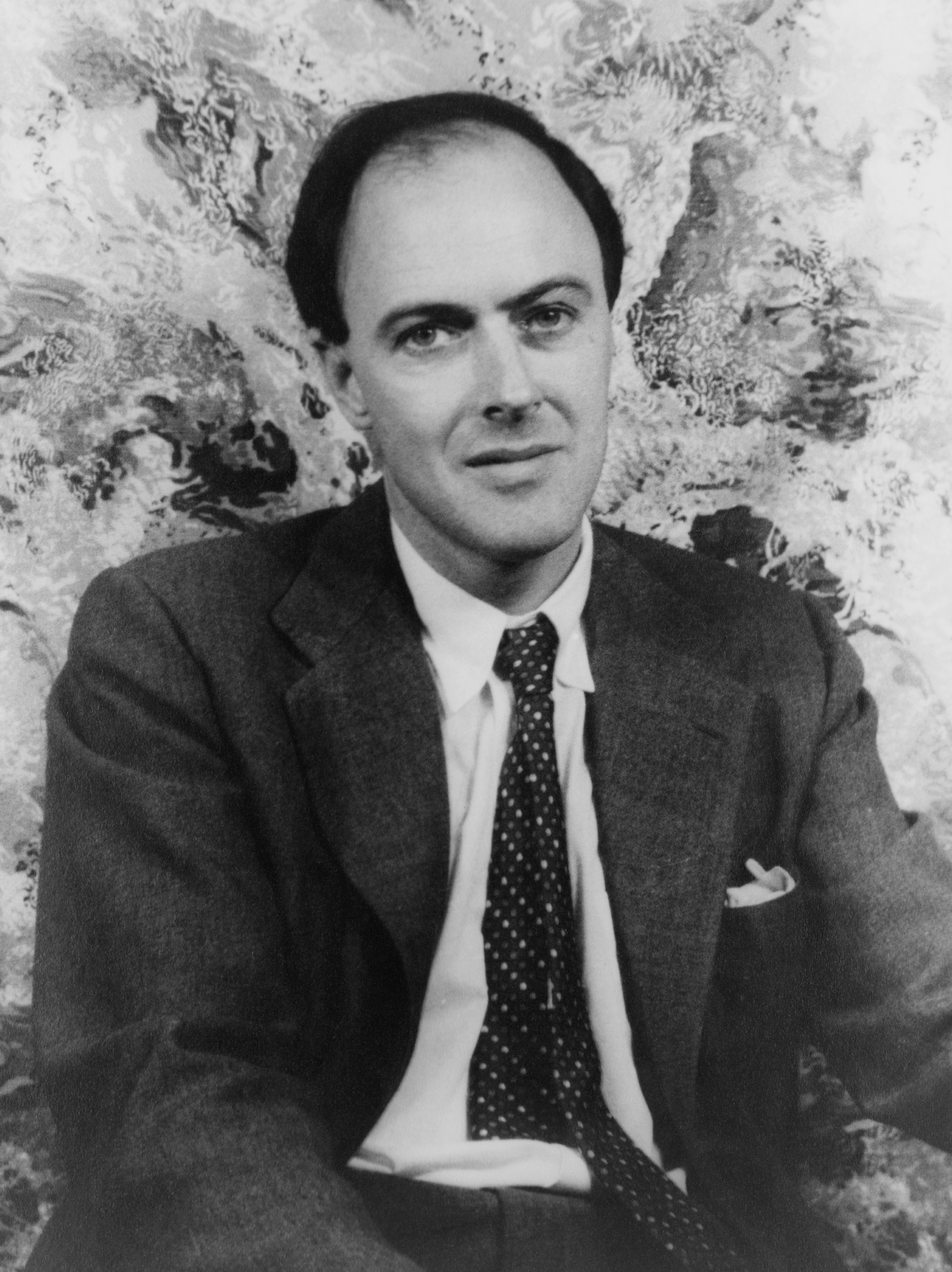
Roald Dahl († 23. listopadu)

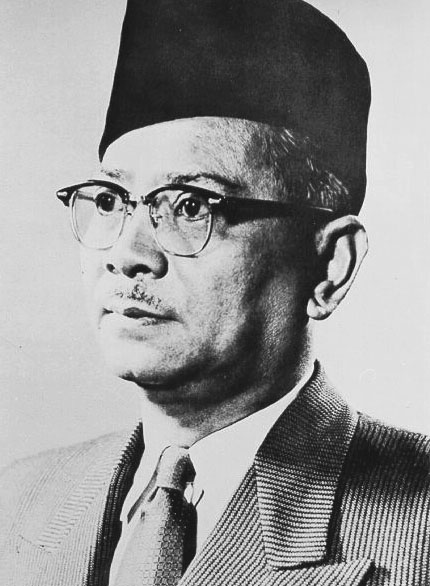
Tunku Abdul Rahman († 6. prosince)

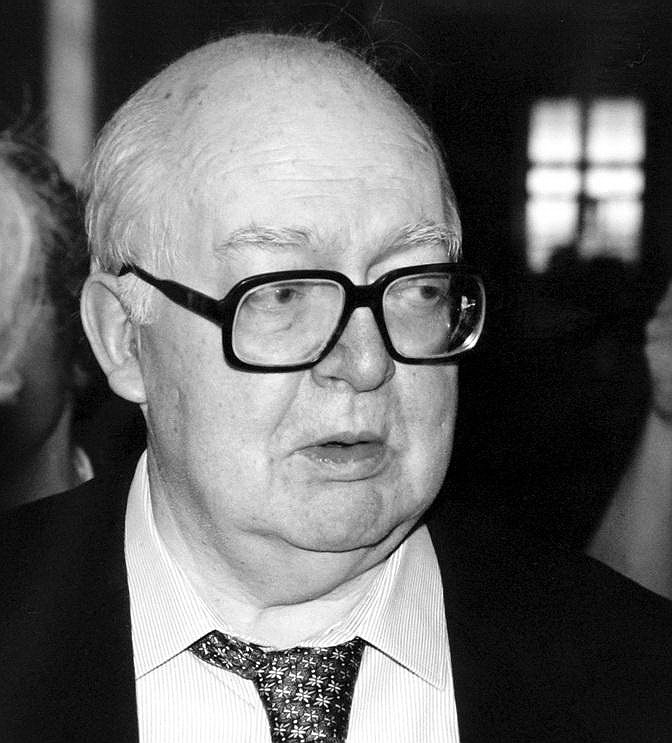
Friedrich Dürrenmatt († 14. prosince)

- 4. ledna – Harold Eugene Edgerton, americký vynálezce stroboskopu (* 6. dubna 1903)
- 5. ledna – Genrich Sidorenkov, sovětský reprezentační hokejový obránce (* 11. srpna 1931)
- 6. ledna – Pavel Alexejevič Čerenkov, ruský fyzik, známý zdůvodněním vzniku Čerenkovova záření (* 28. července 1904)
- 9. ledna – Michail Iovčuk, sovětský filozof a politik (* 19. listopadu 1908)
- 15. ledna – Gordon Jackson, skotský herec (* 19. prosince 1923)
- 19. ledna
  - Osho, indický duchovní učitel (* 11. prosince 1931)
  - Alexandr Pečerskij, ruský organizátor a vůdce úspěšného útěku židů ze Sobiboru (* 22. února 1909)
- 20. ledna
  - Barbara Stanwycková, americká herečka (* 16. července 1907)
  - Naruhiko Higašikuni, první premiér Japonska po druhé světové válce (* 3. prosince 1887)
- 21. ledna – Trude Fleischmannová, rakousko-americká fotografka (* 22. prosince 1895)
- 22. ledna
  - Mariano Rumor, premiér Itálie (* 16. června 1915)
  - Roman Vishniac, Rusko‑americký biolog a fotograf (* 19. srpna 1897)
- 23. ledna – Allen Collins, americký kytarista (* 19. července 1952)
- 24. ledna – Dámaso Alonso, španělský básník (* 22. října 1898)
- 25. ledna – Ava Gardner, americká herečka (* 24. prosince 1922)
- 26. ledna
  - Lewis Mumford, americký historik, sociolog a filozof (* 19. října 1895)
  - Bob Gérard, britský automobilový závodník (* 19. ledna 1914)
- 2. února
  - Paul Ariste, estonský lingvista a folklorista (* 3. února 1905)
  - Paul Arzens, francouzský návrhář (* 28. srpna 1903)
- 6. února – Viliam Šalgovič, slovenský politik, jeden z hlavních představitelů konzervativního proudu v KSČ (* 12. prosince 1919)
- 7. února – Alan J. Perlis, americký informatik (* 1. dubna 1922)
- 8. února
  - Katalin Karády, maďarská herečka a zpěvačka (* 8. prosince 1910)
  - Georges de Mestral, vynálezce suchého zipu (* 19. června 1907)
- 12. února – Darina Lehotská, slovenská archivářka a historička (* 28. ledna 1922)
- 16. února – Keith Haring, americký umělec a společenský aktivista (* 4. května 1958)
- 24. února – Sandro Pertini, italský prezident (* 25. září 1896)
- 28. února – Russell Jacquet, americký trumpetista (* 4. prosince 1917)
- 7. března – Luis Carlos Prestes, generální tajemník Brazilské komunistické strany (* 3. ledna 1898)
- 12. března – Philippe Soupault, francouzský básník, spisovatel a dramatik (* 2. srpna 1897)
- 13. března – Bruno Bettelheim, americký psycholog (* 25. srpna 1903)
- 15. března – José Antonio Bottiroli, argentinský hudební skladatel a básník (* 1. ledna 1920)
- 17. března – Ric Grech, britský rockový hudebník (* 1. listopadu 1946)
- 20. března – Lev Jašin, sovětský fotbalový brankář (* 22. října 1929)
- 1. dubna – Russell Vis, americký zápasník, zlato na OH 1924 (* 22. června 1900)
- 3. dubna – Sarah Vaughan, americká jazzová zpěvačka (* 27. března 1924)
- 7. dubna
  - Anatolij Garanin, sovětský novinářský fotograf (* 10. června 1912)
  - Ronald Evans, americký vojenský letec a astronaut z Apolla 17 (* 10. listopadu 1933)
- 15. dubna – Greta Garbo, švédská filmová herečka (* 18. září 1905)
- 23. dubna – Paulette Goddard, americká herečka (* 3. června 1910)
- 25. dubna – Dexter Gordon, americký jazzový tenorsaxofonista (* 27. února 1923)
- 29. dubna – Max Bense, německý filozof a teoretik umění a vědy (* 7. února 1910)
- 8. května – Luigi Nono, italský hudební skladatel (* 29. ledna 1924)
- 10. května – Jehuda Roth, izraelský archeolog (* 23. července 1908)
- 11. května – Venědikt Vasiljevič Jerofejev, sovětský spisovatel (* 24. října 1938)
- 16. května
  - Jim Henson, americký loutkoherec (* 24. září 1936)
  - Sammy Davis mladší, americký zpěvák, herec a tanečník (* 8. prosince 1925)
- 18. května
  - Eje Thelin, švédský jazzový pozounista a skladatel (* 9. června 1938)
  - Joseph-Marie Trịnh Văn Căn, vietnamský kardinál (* 19. března 1921)
- 2. června
  - Walter Davis, Jr., americký jazzový klavírista (* 2. září 1932)
  - Rex Harrison, britský herec (* 5. března 1908)
- 3. června
  - Richard Sohl, americký rockový hudebník (* 26. května 1953)
  - Robert Noyce, americký fyzik (* 12. prosince 1927)
- 4. června – Stiv Bators, americký punk rockový zpěvák (* 22. října 1949)
- 9. června – Angus McBean, velšský fotograf (* 8. června 1904)
- 11. června – Vaso Čubrilović, srbský historik s minulostí atentátníka (* 14. ledna 1897)
- 20. června – Sergej Paradžanov, arménský filmový režisér a scenárista (* 9. ledna 1924)
- 22. června – Ilja Frank, sovětský fyzik, Nobelova cena za fyziku 1958 (* 23. října 1908)
- 26. června – Joseph Carl Robnett Licklider, americký informační vědec (* 11. března 1915)
- 6. července – Měrćin Nowak-Njechorński, lužickosrbský malíř a spisovatel (* 13. června 1900)
- 10. července – Sergej Ignaťjevič Ruděnko, generál sovětského letectva (* 20. října 1904)
- 17. července
  - Valentin Pikul, sovětský spisovatel (* 13. července 1928)
  - Marin Franičević, chorvatský básník (* 18. ledna 1911)
- 18. července – Jun Po-son, korejský prezident (* 26. srpna 1897)
- 22. července – Eduard Strelcov, ruský fotbalový útočník (* 21. července 1937)
- 23. července – Bert Sommer, americký folkový zpěvák, kytarista a příležitostný herec (* 7. února 1949)
- 26. července – Brent Mydland, americký rockový klávesista (* 21. října 1952)
- 29. července – Bruno Kreisky, rakouský kancléř (* 22. ledna 1911)
- 1. srpna – Norbert Elias, německý filozof (* 22. června 1897)
- 2. srpna – Irving Rusinow, americký fotograf (* 1915)
- 6. srpna
  - Gordon Bunshaft, americký architekt (* 9. května 1909)
  - Jacques Soustelle, francouzský antropolog a politik (* 3. února 1912)
- 9. srpna – Władysław Orlicz, polský matematik (* 24. května 1903)
- 18. srpna – Burrhus Frederic Skinner, americký psycholog (* 20. března 1904)
- 19. srpna – An Rutgers van der Loeff-Basenauová, nizozemská spisovatelka (* 15. března 1910)
- 21. srpna – Slavomír Stračár, slovenský politik, ministr československých vlád (* 7. února 1935)
- 24. srpna – Sergej Dovlatov, ruský spisovatel a novinář (* 3. září 1941)
- 25. srpna – David Hampshire, britský automobilový závodník (* 29. prosince 1917)
- 27. srpna – Stevie Ray Vaughan, americký bluesový kytarista (* 3. října 1954)
- 29. srpna – Luigi Beccali, italský olympijský vítěz v běhu na 1500 metrů z roku 1932 (* 19. listopadu 1907)
- 1. září – Edwin O. Reischauer, americký japanolog a diplomat (* 15. října 1910)
- 2. září – John Bowlby, anglický psychoanalytik (* 26. února 1907)
- 3. září – Mieczysław Fogg, polský zpěvák (* 30. května 1901)
- 6. září – Tom Fogerty, americký kytarista (* 9. listopadu 1941)
- 7. září – Alan John Percivale Taylor, anglický historik a novinář (* 25. března 1906)
- 8. září – Sven Rosendahl, švédský spisovatel (* 7. dubna 1913)
- 9. září
  - Alexandr Vladimirovič Meň, ruský pravoslavný kněz, teolog, biblista, filosof a spisovatel (* 20. ledna 1935)
  - Nicola Abbagnano, italský filosof (* 15. července 1901)
- 12. září – Bohuslav Partyk, slovenský ekonom (* 7. července 1911)
- 26. září – Alberto Moravia, italský spisovatel (* 28. listopadu 1907)
- 30. září
  - Michel Leiris, francouzský spisovatel a etnograf (* 20. dubna 1901)
  - Patrick White, australský spisovatel, Nobelova cena za literaturu 1973 (* 28, května 1912)
- 7. října – Rášid bin Sa'íd Ál Maktúm, premiér Spojených arabských emirátů (* ? 1912)
- 8. října – Robert F. Murphy, americký antropolog (* 3. června 1924)
- 12. října – Peter Wessel Zapffe, norský spisovatel, filozof a horolezec (* 18. prosince 1899)
- 13. října – Lê Ðức Thọ, vietnamský revolucionář, Nobelova cena za mír 1973 (* 14. října 1911)
- 14. října – Leonard Bernstein, americký dirigent a skladatel (* 25. srpna 1918)
- 15. října – Delphine Seyrig, francouzská divadelní a filmová herečka (* 10. dubna 1932)
- 16. října – Art Blakey, americký jazzový bubeník (* 11. října 1919)
- 18. října – Pjotr Nikolajevič Fedosejev, ruský marxisticko-lenininský filosof (* 22. srpna 1908)
- 19. října
  - Hanka Krawcec, lužickosrbská výtvarnice (* 13. března 1901)
  - Chajim Gvati, izraelský politik (* 29. ledna 1901)
- 22. října – Aljo Beran, malíř (* 15. dubna 1907)
- 23. října – Louis Althusser, francouzský marxistický fílosof (* 18. října 1918)
- 25. října – Bohumil Vančo, slovenský psycholog, umělec, vynálezce (* 14. října 1907)
- 27. října
  - Ugo Tognazzi, italský herec, režisér a scenárista (* 23. března 1922)
  - Žofie z Hohenbergu, dcera Františka Ferdinanda d'Este (* 24. července 1901)
- 4. listopadu – David Stirling, zakladatel Special Air Service (* 15. listopadu 1915)
- 7. listopadu – Lawrence Durrell, anglický spisovatel (* 27. února 1912)
- 8. listopadu – Wolfgang Schmieder, německý muzikolog (* 29. května 1901)
- 11. listopadu
  - Zdenko Kalin, slovinský sochař (* 11. dubna 1911)
  - Janis Ritsos, řecký básník a dramatik (* 1. května 1909)
- 15. listopadu – Gid'on Hausner, izraelský generální prokurátor (* 26. září 1915)
- 17. listopadu – Robert Hofstadter, americký fyzik, Nobelova cena za fyziku 1961 (* 5. února 1915)
- 23. listopadu
  - Roald Dahl, britský spisovatel (* 13. září 1916)
  - Juraj Daniel-Szabó, slovenský fyzik (* 4. července 1919)
- 24. listopadu – Marion Post Wolcottová, americká fotografka (* 7. června 1910)
- 28. listopadu – Władysław Rubin, polský kardinál (* 20. září 1917)
- 30. listopadu – Vladimir Dedijer, srbský partyzán a komunistický politik (* 4. února 1914)
- listopad – Eugen Rosenberg, slovenský architekt (* 24. února 1907)
- 2. prosince – Aaron Copland, americký skladatel, libretista, klavírista a dirigent (* 14. listopadu 1900)
- 4. prosince – Naoto Tadžima, japonský olympijský vítěz v trojskoku 1936 (* 15. srpna 1912)
- 6. prosince – Tunku Abdul Rahman, první malajský premiér (* 8. února 1903)
- 7. prosince
  - Horst Bienek, německý spisovatel (* 7. května 1930)
  - Reinaldo Arenas, kubánský básník, prozaik a dramatik (* 16. července 1943)
- 8. prosince – Tadeusz Kantor, polský výtvarník, divadelní režisér (* 6. dubna 1915)
- 13. prosince – Alice Marbleová, americká tenistka (* 28. září 1913)
- 14. prosince – Friedrich Dürrenmatt, švýcarský dramatik (* 5. ledna 1921)
- 16. prosince
  - Jan Tacina, polský hudebník a folklorista (* 25. října 1909)
  - Anna Martvoňová, slovenská operní pěvkyně (* 3. října 1922)
- 17. prosince – Ludwig Lachmann, německý ekonom (* 1. února 1906)
- 19. prosince – Michael Oakeshott, anglický filozof a politolog (* 11. prosince 1901)
- 21. prosince – Medard Boss, švýcarský psychiatr (* 4. října 1903)
- 31. prosince – Vasilij Lazarev, sovětský lékař a kosmonaut (* 23. února 1928)
- ? – Sa'adja Kobaši, vůdce jemenské židovské komunity v Izraeli (* 1904)

## Hlavy států

### Evropa
- Albánie – Ramiz Alia
- Belgie – Baudouin I.
- Bělorusko – Stanislav Šuškijevič
- Bulharsko – Petar Mladenov
- Československo – Václav Havel
- Dánsko – Markéta II.
- Estonsko – Arnold Rüütel
- Finsko – Mauno Koivisto
- Francie – François Mitterrand
- Chorvatsko – Franjo Tuđman
- Irsko – Patrick J. Hillery
- Island – Vigdís Finnbogadottír
- Itálie – Franesco Cossiga
- Jugoslávie – Janez Drnovšek
- Lichtenštejnsko – Jan Adam II.
- Litva – Vitautas Landsbergis
- Lotyšsko – Anatolijs Gorbunovs
- Lucembursko – Jean I.
- Maďarsko – Mátyás Szűrös/Árpád Göncz
- Malta – Vincent Tabone
- Moldavsko – Mircea lon Snegur
- Monako – Rainier III.
- Německo – Richard von Weizsäcker
- Nizozemsko – Beatrix
- Norsko – Olaf V.
- Polsko – Wojciech Jaruzelski/Lech Wałęsa
- Portugalsko – Mario A. Lópes Soares
- Rakousko – Kurt Waldheim
- Rumunsko – Ion Iliescu
- Rusko – Boris Jelcin
- Řecko – Christos Sartzetakis
- Slovinsko – Milan Kučan
- Španělsko – Juan Carlos I.
- Švédsko – Carl XVI. Gustaf
- Švýcarsko – Arnold Koller
- Vatikán – Jan Pavel II.
- Velká Británie – Alžběta II.

### Amerika
- Argentina – Carlos Menem
- Brazílie – José Sarney de Araújo Costa
- Chile – Augusto Pinochet Ugarte
- Kanada – Martin B. Mulroney
- Kolumbie – Virgilio Barco Vargas
- Kuba – Fidel Castro Ruz
- Mexiko – Carlos Salinas de Gortari
- Peru – Alán García Pérez
- Spojené státy americké – George H. W. Bush
- Venezuela – Carlos Andrés Péres

### Afrika
- Alžírsko – Bendžedid Šadlí
- Egypt – Muhammad Husní Mubárak
- Guinea – Lansana Conté
- Jihoafrická republika – Frederik Willem de Klerk
- Demokratická republika Kongo – Mobutu Sese Seko
- Maroko – Hasan II.
- Mosambik – Joaquim Alberto Chissano
- Nigérie – Ibrahim B. Babangida
- Tunisko – Zin al-Ábidín Ben Alí

### Asie
- Arménie – Levon Ter-Petrosjan
- Čína – Ťiang Ce-min
- Gruzie – Zviad Gamsachurdia
- Indie – Rámasvámí Vénkataráman
- Indonésie – Suharto
- Irák – Saddám Husajn
- Írán – Ali Akbar Hašimí Rafsandžaní
- Izrael – Chajim Herzog
- Japonsko – Akihito
- Jižní Korea – Ro Tche-u
- Kypr – Jeorjos Vasiliu
- Pákistán – Gulam Ishák Chán
- Saúdská Arábie – Fahd ibn Abdul Azíz al-Saúd
- Turecko – Turgun Özal
- Turkmenistán – Saparmurad Nijazov
- Uzbekistán – Islam Karimov

### Austrálie
- Austrálie – Robert Hawke
- Nový Zéland – Geoffrey Palmer